# بعادية المرئيات
بُعَادِيَّة المَرْئِيَّات أو إبْصَار مُبْعِد (بالإنجليزية: Teleopsia) هو اضطراب بَصري تَظهر فيه الأجسام بعيدة أكثر مما هيَ عليه، ويكون هذا الاضطراب مُرتبطًا خلل التقدير البصري.